# اوت‌رایدرز (بازی ویدئویی)
اوت‌رایدرز (انگلیسی: Outriders) یک بازی ویدئویی رو به انتشار در سبک تیراندازی سوم شخص است که توسط پیپل کن فلای توسعه یافته و به‌وسیلهٔ اسکوئر انیکس منتشر خواهد شد. این بازی در سال ۲۰۲۱ برای پلت‌فرم‌های مایکروسافت ویندوز، پلی‌استیشن ۴، پلی‌استیشن ۵، ایکس‌باکس وان، اکس‌باکس سری ایکس/اس و گوگل استادیا منتشر خواهد شد.